# Sham Shui Wan
Sham Shui Wan (kinesiska: 深水灣, 深水湾) är en vik i Hongkong (Kina). Den ligger i den centrala delen av Hongkong.